# Шурино (Николаевская область)
Шурино (укр. Шурине) — село в Николаевском районе Николаевской области Украины.
Население по переписи 2001 года составляло 475 человек. Почтовый индекс — 63448. Телефонный код — 512.

## Местный совет
54036, Николаевская обл., Николаевский р-н, с. Безводное, ул. Клубная, 1а